# Čakov (ort i Tjeckien, Mellersta Böhmen)
Čakov är en ort i Tjeckien.   Den ligger i regionen Mellersta Böhmen, i den centrala delen av landet, 40 km sydost om huvudstaden Prag. Čakov ligger 461 meter över havet och antalet invånare är 117.
Terrängen runt Čakov är platt söderut, men norrut är den kuperad. Runt Čakov är det ganska tätbefolkat, med 214 invånare per kvadratkilometer. Närmaste större samhälle är Benešov, 11,8 km väster om Čakov. Omgivningarna runt Čakov är en mosaik av jordbruksmark och naturlig växtlighet.